# 吉岡昭彦
吉岡 昭彦（よしおか あきひこ、1927年1月3日 - 2001年11月12日）は、日本の西洋史学者。東北大学名誉教授。
広島県出身。1951年東京大学経済学部卒。福島大学助教授をへて東北大学文学部助教授、1968年教授。90年定年退官し、名誉教授となり、二松学舎大学教授を務めた。岡田与好とともに、大塚久雄の愛弟子。マルクス主義史学の立場からイギリス近代経済史を専攻した。

## 著書
- 『地主制の形成 絶対王制の基盤』創元社 1957
- 『イギリス地主制の研究』未来社 1967
- 『インドとイギリス』岩波新書　1975
- 『近代イギリス経済史』岩波書店 岩波全書 1981
- 『歴史への旅』未来社 1990
- 『帝国主義と国際通貨体制』名古屋大学出版会 1999

### 共編著
- 『イギリス資本主義の確立』編著 御茶の水書房 1968
- 『政治的権力の史的分析』編著 御茶の水書房 1975
- 『近代国家形成の諸問題』成瀬治共編 木鐸社 1979
- 『国際金本位制と中央銀行政策』藤瀬浩司共編 名古屋大学出版会 1987

## 論文
- <吉岡昭彦